# 1948 في باكستان
فيما يلي قوائم الأحداث التي وقعت خلال عام 1948 في باكستان.

## سياسة

### انتهاء فترة المنصب
- 11 سبتمبر – محمد علي جناح رئيس المجلس الوطني الباكستاني.

## مواليد

### يناير
- 1 يناير – روكسانا أحمد

### أكتوبر
- 13 أكتوبر – نصرت فتح علي خان

### ديسمبر
- 12 ديسمبر – افتخار أحمد شودري قاضي باكستاني.

## وفيات

### يوليو
- 27 يوليو – محمد سرور (مواليد 1910) عسكري باكستاني برتبة نقيب.

### سبتمبر
- 11 سبتمبر – محمد علي جناح (مواليد 1876) مؤسس باكستان.